# Cololabis adocetus
Cololabis adocetus is een straalvinnige vissensoort uit de familie van makreelgepen (Scomberesocidae). De wetenschappelijke naam van de soort is voor het eerst geldig gepubliceerd in 1951 door Böhlke.